# Hans Bornkessel
Hans Bornkessel (* 26. April 1892 in München; † 15. September 1977 in Garmisch-Partenkirchen) war ein deutscher Politiker (SPD).
Bornkessel besuchte in München ein Gymnasium und studierte Jura an der Ludwig-Maximilians-Universität. Während seines Studiums wurde er Mitglied des AGV München und war nach dem Krieg auch dessen Erster Vorsitzender. Das Studium musste er für einige Jahre unterbrechen, da er als freiwilliger Soldat am Ersten Weltkrieg teilnahm. 1922 begann er als Regierungsassessor, später wurde er Bezirksamtmann in Bad Berneck und Schwabach und war kommissarisch im Reichsversicherungsamt tätig. Von 1929 bis zur Suspendierung 1933 beziehungsweise zur Versetzung in den Ruhestand 1934 war er als berufsmäßiger Stadtrat, Wohlfahrts- und Polizeireferent für die Stadt Fürth tätig. 1938 siedelte er für mehrere Jahre nach Berlin über. Nach einer Zeit in politischer Haft arbeitete er für die Arado-Flugzeugwerke in Potsdam. Im August 1945 wurde er zum Landrat und stellvertretenden Oberlandrat des brandenburgischen Landkreises Eberswalde gewählt, hatte diese Ämter aber nur kurze Zeit inne. 1946 kehrte er nach Fürth zurück, wo er zum Oberbürgermeister gewählt wurde. Dieses Amt übte Bornkessel bis 1964 aus. Er gehörte dem Bayerischen und dem Deutschen Städtetag und von 1947 bis 1967 dem Bayerischen Senat an.

## Auszeichnungen
- 1957: Großes Bundesverdienstkreuz
- 1959: Bayerischer Verdienstorden
- 1964: Goldene Bürgermedaille der Stadt Fürth
- 1967: Großes Bundesverdienstkreuz mit Stern